# Museu Vivo do Garimpo
O Museu Vivo do Garimpo (MVG) é um museu localizado no município de Mucugê, situado na Chapada Diamantina, no estado da Bahia, tendo sido implantado no ano de 2007 na área em que está situado o Parque Municipal de Mucugê, local que já abrigava o Projeto Sempre Viva, mantido pela Prefeitura Municipal local.
Composto por um acervo memorial e histórico, busca promover o resgate histórico da cultura desenvolvida na região da Chapada Diamantina, situada naquele estado, principalmente durante os séculos XIX e começo do século XX.

## História
A edificação que hoje abriga o museu é um antigo abrigo de garimpeiros que foi restaurado e adaptado para expor objetos ligados à história do ciclo da mineração do diamante, iniciado no município de Mucugê.
Este museu remonta à história oral do Ciclo do Diamante na Bahia, o qual teria se iniciado no ano de 1844, quando o garimpeiro José Pereira do Prado, conhecido na região como Cazuza do Prado, encontrou diamantes nas margens do Riacho Mucugê. A chegada das informações sobre estas descobertas nas demais cidades do Brasil Império provocou um fluxo migratório sem precedentes para a região que passaria a ser conhecida como Lavras Diamantinas, atraindo pessoas oriundas de antigos centros de mineração diamantífera de Minas Gerais (Diamantina e Serro) e de muitas atividades auríferas na Bahia (Rio de Contas).
O museu foi implantado em 2007 por meio de uma parceria celebrada entre a Secretaria da Indústria, Comércio e Mineração do Estado da Bahia e a Prefeitura Municipal de Mucugê, tendo seu acervo formado por peças históricas que remontam à história do garimpo na Chapada Diamantina.

## Estrutura e serviços
Situado no Parque Municipal de Mucugê, na zona rural do município, o museu é administrado pela Prefeitura Municipal de Mucugê sob a supervisão técnica do Museu Geológico da Bahia, entidade museológica estadual.
O Museu possui um acervo histórico formado por peças históricas que remetem à atividade extrativista garimpeira obtidas através de doação de antigos garimpeiros locais ou de seus familiares, bem como por meio de doação efetuada por órgãos públicos, como o Museu Geológico da Bahia que doou algumas peças, e também pela própria a Prefeitura Municipal que contribuiu doando um conjunto de máquinas de torneamento, corte e facetamento de diamantes.